# Rosario (Agusan del Sur)
Rosario ( cebuano: Lungsod sa Rosario - Municipality of Rosario)  es un municipio filipino de segunda categoría, situado en la parte nordeste de la isla de Mindanao. Forma parte de  la provincia de Agusan del Sur situada en la Región Administrativa de Caraga, también denominada Región XIII. Para las elecciones está encuadrado en el Segundo Distrito Electoral.

## Geografía
Municipio situado en el centro y al este de la provincia, limítrofe con la de Surigao del Sur, en la margen derecha del río Agusan.
Su término linda al norte con el municipio de San Francisco; al sur con el de Bunaguán; al este con la mencionada provincia Surigao del Sur; y al oeste con los municipios de Talacogon y de La Paz.

### Barangays
El municipio  de Rosario se divide, a los efectos administrativos, en 11 barangayes o barrios, conforme a la siguiente relación:
| - Bayugan 3 - Cabantao - Cabawan | - Marfil - Novelé - Población | - Santa Cruz - Tagbayagan - Wasi-an | - Libuac - Maligaya |  |

## Historia
El actual territorio de Agusan del Sur fue parte de la provincia de Caraga durante la mayor parte del período español.
Así, a principios del siglo XX la isla de Mindanao se hallaba dividida en siete distritos o provincias.
El Distrito 3º de Surigao, llamado hasta 1858  provincia de Caraga tenía por capital el pueblo de Surigao e incluía la  Comandancia de Butuan.
Pertenecen a esta Comandancia  además de Mainit y sus visitas, todos los pueblos y visitas respectivas situados a orillas del río Agusan, entre los cuales se encontraba Prosperidad de 3,144 habitantes, con las visitas de Azpetia, Los Arcos, Borbón, Ebro, Novelé y Rosario; 
En 1914, durante la ocupación estadounidense de Filipinas,  fue creada la provincia de Agusan. Rosario fue uno de sus municipios.
El 17 de junio de 1967 la provincia se divide en dos, pasando Rosario a formar parte de la de Agusan del Sur.